# Rochecorbon
Rochecorbon (autrefois La Roche Corbon) est une commune française du département d'Indre-et-Loire, en région Centre-Val de Loire. Ses habitants sont appelés les Rochecorbonnais.
Appartenant au réseau des Petites Cités de Caractère, c'est l'une des 8 communes viticoles (300 ha de vignes) de l'appellation Vouvray.

## Géographie

Représentations cartographiques de la commune
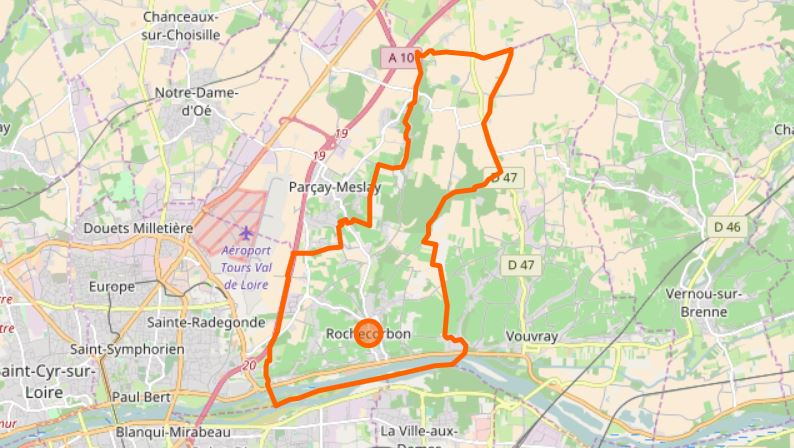
<centerOpenStreetMap Environnement géographique et délimitation territoriale de Rochecorbon[1].
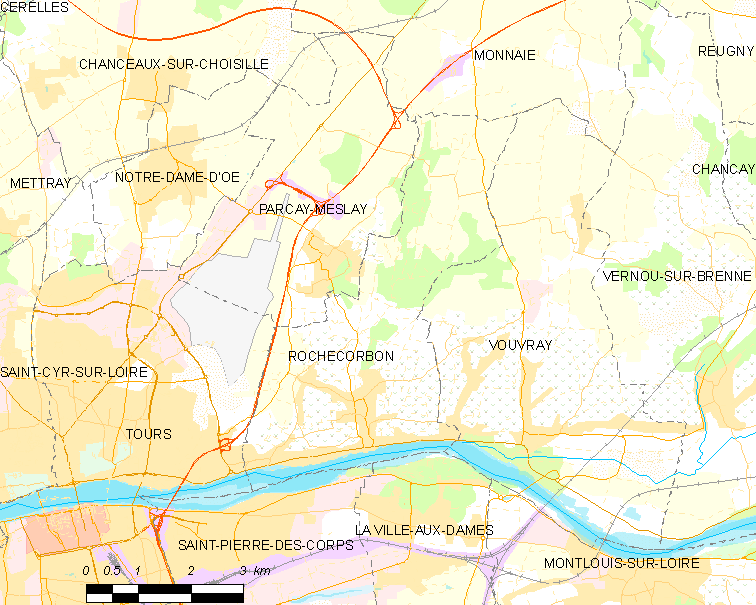
Rochecorbon et ses communes limitrophes

### Localisation et superficie
Rochecorbon est situé dans la partie centro-nord-orientale du département d'Indre-et-Loire et au nord-est de Tours. La commune est bordée au sud par la Loire. En termes électoraux, la commune tourangelle fait partie du canton de Vouvray et est localisée, en termes territoriaux, à l'arrondissement de Tours, subdivision administrative appartenant à la région du Centre-Val de Loire.
La ville est membre de Tours Métropole Val de Loire, et fait partie de la zone d'emploi et du bassin de vie de Tours,.
Après avoir fait l'objet d'un remaniement cadastral en 2010, perdant ainsi 31 ha de parcelles au profit de la ville de Tours, le territoire communal, sous sa forme actuelle, s'étend sur 16,78 km2, soit 1 678 hectares. C'est la 163e commune (sur 277) du département.

### Communes limitrophes
Rochecorbon est délimitées par six autres communes : — dans le « sens des aiguilles d'une montre » et « à vol d'oiseau » — Tours et Parçay-Meslay, villes respectivement distantes de 6 et 2,9 km en direction ouest et au nord-ouest ;  Monnaie, éloignée de 9,8 km en axe nord ; Vouvray distante de 3,4 km en direction de l'est ; La Ville-aux-Dames et Saint-Pierre-des-Corps, respectivement localisées à 2.3 et 3,9 km au sud-sud-est et sud-sud-ouest,. Il est à noter que la Loire sert de frontière aux deux dernières communes.
| Parçay-Meslay          | Monnaie     |                    |
| Tours                  | Rochecorbon | Vouvray            |
| Saint-Pierre-des-Corps |             | La Ville-aux-Dames |

### Relief
L'extrémité sud de la commune correspond au bassin de la Loire. Le reste du territoire appartient au plateau de Tours. La Bédoire forme néanmoins une vallée qui divise la commune en deux parties.
L'altitude moyenne du plateau de 110 mètres. L'altitude maximale, 124 mètres, est située près du lieu-dit la Blanchetière.
Le sous-sol est essentiellement formé de tuffeau jaune.

### Hydrographie

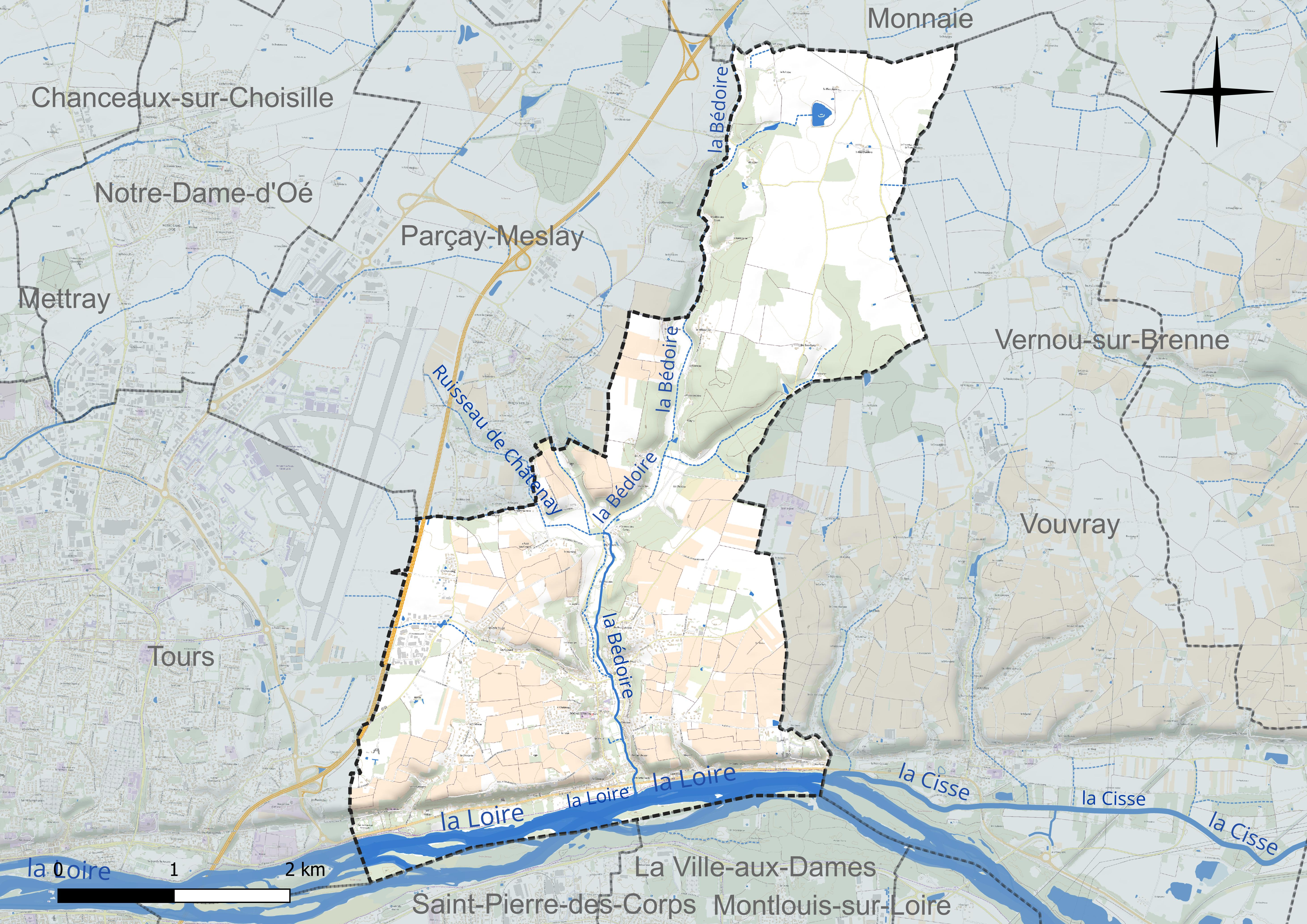
Réseau hydrographique de Rochecorbon.

La commune est bordée sur son flanc sud par la Loire (4,084 km). Le réseau hydrographique communal, d'une longueur totale de 12,94 km, comprend également cinq petits cours d'eau dont la Bédoire (4,635 km),.
Le cours de la Loire s’insère dans une large vallée qu’elle a façonnée peu à peu depuis des milliers d’années. Elle traverse d'est en ouest le département d'Indre-et-Loire depuis Mosnes jusqu'à Candes-Saint-Martin, avec un cours large et lent. La Loire présente des fluctuations saisonnières de débit assez marquées. Sur le plan de la prévision des crues, la commune est située dans le tronçon de la Loire tourangelle, qui court entre la sortie de Nazelles-Négron et la confluence de la Vienne, dont la station hydrométrique de référence la plus proche est située à Tours [aval pont Mirabeau]. Le débit mensuel moyen (calculé sur 62 ans pour cette station) varie de 112 m3/s au mois d'août  à 622 m3/s au mois de février. Le débit instantané maximal observé sur cette station est de 3 050 m3/s et s'est produit le 9 décembre 2003, la hauteur maximale relevée a été de 5,78 m ce même jour,. La hauteur maximale historique a été atteinte le 3 juin 1856 avec une hauteur inconnue mais supérieure à 6,20 m.
La Bédoire coule quant à elle du nord vers le sud et se jette dans la Loire au sud du bourg dans le quartier de la Bourdonnerie.

### Climat
Pour des articles plus généraux, voir Climat du Centre-Val de Loire et Climat d'Indre-et-Loire.
En 2010, le climat de la commune est de type climat océanique dégradé des plaines du Centre et du Nord, selon une étude du CNRS s'appuyant sur une série de données couvrant la période 1971-2000. En 2020, Météo-France publie une typologie des climats de la France métropolitaine dans laquelle la commune est exposée à un climat océanique altéré et est dans la région climatique  Moyenne vallée de la Loire, caractérisée par une bonne insolation (1 850 h/an) et un été peu pluvieux.
Pour la période 1971-2000, la température annuelle moyenne est de 11,5 °C, avec une amplitude thermique annuelle de 15,2 °C. Le cumul annuel moyen de précipitations est de 731 mm, avec 11 jours de précipitations en janvier et 7 jours en juillet. Pour la période 1991-2020, la température moyenne annuelle observée sur la station météorologique de Météo-France la plus proche, « Tours - Parcay-Meslay », sur la commune de Parçay-Meslay à 3 km à vol d'oiseau, est de 12,2 °C et le cumul annuel moyen de précipitations est de 677,8 mm,. Pour l'avenir, les paramètres climatiques de la commune estimés pour 2050 selon différents scénarios d'émission de gaz à effet de serre sont consultables sur un site dédié publié par Météo-France en novembre 2022.
| Mois                                  | jan.             | fév.             | mars           | avril           | mai             | juin           | jui.           | août           | sep.           | oct.            | nov.            | déc.             | année      |
| ------------------------------------- | ---------------- | ---------------- | -------------- | --------------- | --------------- | -------------- | -------------- | -------------- | -------------- | --------------- | --------------- | ---------------- | ---------- |
| Température minimale moyenne (°C)     | 2,5              | 2,3              | 4,3            | 6               | 9,4             | 12,6           | 14,4           | 14,3           | 11,4           | 9               | 5,3             | 2,9              | 7,9        |
| Température moyenne (°C)              | 5,1              | 5,6              | 8,6            | 11              | 14,5            | 18             | 20,2           | 20,2           | 16,8           | 13              | 8,3             | 5,5              | 12,2       |
| Température maximale moyenne (°C)     | 7,7              | 9                | 12,9           | 16              | 19,6            | 23,4           | 25,9           | 26             | 22,1           | 17              | 11,4            | 8,1              | 16,6       |
| Record de froid (°C) date du record   | −17,4 17.01.1987 | −14,2 04.02.1963 | −10,3 01.03.05 | −3,4 21.04.1991 | −0,6 08.05.1974 | 2,6 05.06.1969 | 4,3 05.07.1965 | 4,8 30.08.1986 | 0,9 11.09.1972 | −2,3 29.10.1997 | −7,1 24.11.1998 | −18,5 29.12.1964 | −18,5 1964 |
| Record de chaleur (°C) date du record | 16,9 15.01.1975  | 22,1 27.02.19    | 25,3 31.03.21  | 29,2 30.04.05   | 31,8 27.05.05   | 39,1 18.06.22  | 40,8 25.07.19  | 39,8 10.08.03  | 35,5 09.09.23  | 31,1 02.10.23   | 22,3 07.11.15   | 18,5 07.12.00    | 40,8 2019  |
| Ensoleillement (h)                    | 684              | 952              | 1 488          | 1 873           | 2 142           | 2 285          | 2 471          | 2 377          | 1 913          | 1 229           | 789             | 646              | 18 848     |
| Précipitations (mm)                   | 63               | 52,4             | 48,7           | 53              | 57,7            | 53,2           | 46,6           | 44             | 51,8           | 66              | 69,3            | 72,1             | 677,8      |

## Urbanisme

### Typologie
Au 1er janvier 2024, Rochecorbon est catégorisée ceinture urbaine, selon la nouvelle grille communale de densité à sept niveaux définie par l'Insee en 2022.
Elle appartient à l'unité urbaine de Tours, une agglomération intra-départementale regroupant 38  communes, dont elle est une commune de la banlieue,,. Par ailleurs la commune fait partie de l'aire d'attraction de Tours, dont elle est une commune de la couronne,. Cette aire, qui regroupe 162 communes, est catégorisée dans les aires de 200 000 à moins de 700 000 habitants,.

### Occupation des sols

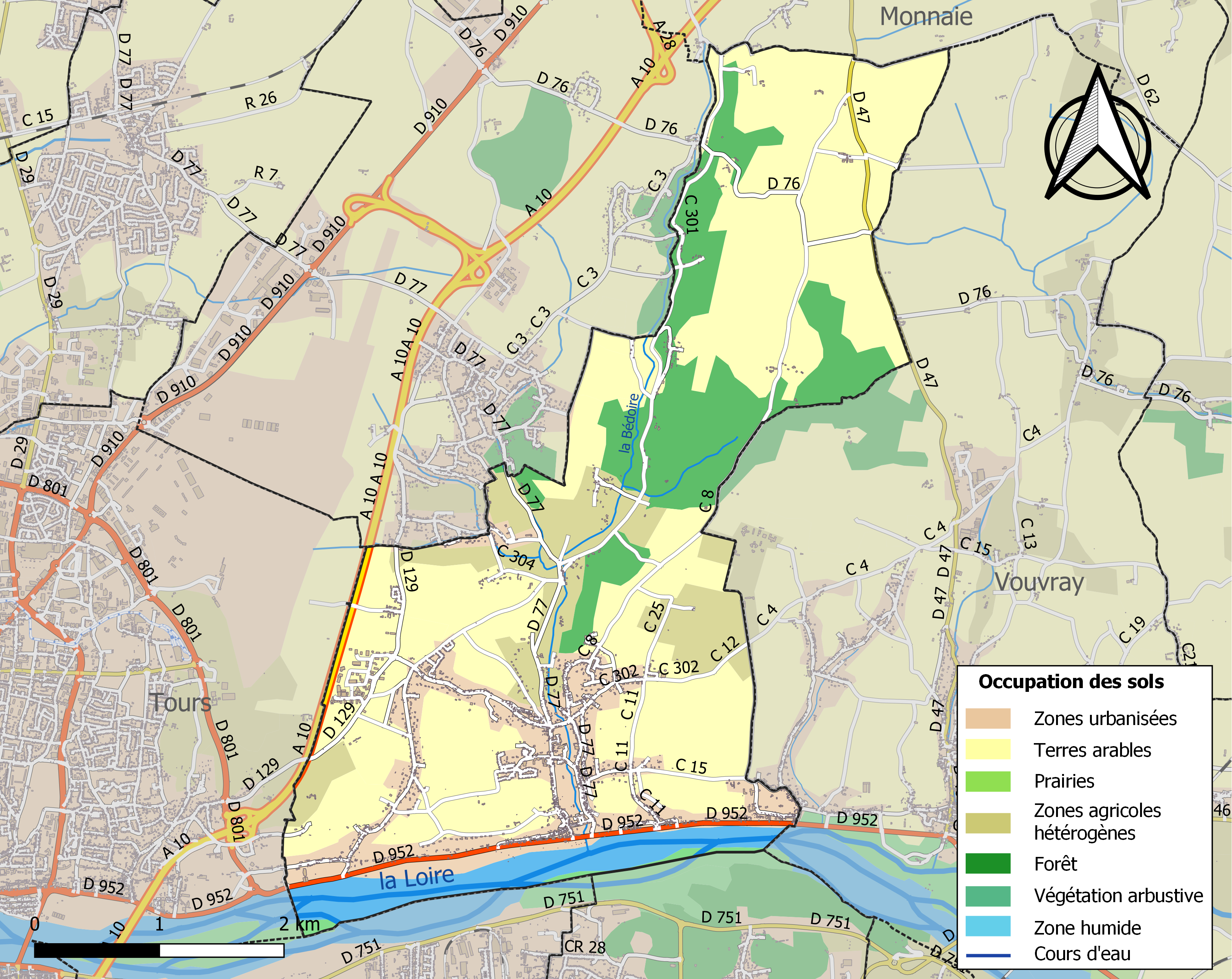
Carte des infrastructures et de l'occupation des sols de la commune en 2018 (CLC).

L'occupation des sols de la commune, telle qu'elle ressort de la base de données européenne d’occupation biophysique des sols Corine Land Cover (CLC), est marquée par l'importance des territoires agricoles (64,5 % en 2018), en diminution par rapport à 1990 (65,7 %). La répartition détaillée en 2018 est la suivante : 
terres arables (29,6 %), cultures permanentes (24 %), forêts (14,9 %), zones urbanisées (14,3 %), zones agricoles hétérogènes (10,9 %), eaux continentales (5,6 %), milieux à végétation arbustive et/ou herbacée (0,8 %). L'évolution de l’occupation des sols de la commune et de ses infrastructures peut être observée sur les différentes représentations cartographiques du territoire : la carte de Cassini (XVIIIe siècle), la carte d'état-major (1820-1866) et les cartes ou photos aériennes de l'IGN pour la période actuelle (1950 à aujourd'hui).

### Logement
Le tableau ci-dessous révèle les principales données chiffrées établies en 2014 et permettant de comparer l'état du logement à Rochecorbon avec celui de l'ensemble du département d'Indre-et-Loire, :
|                                                        | Rochecorbon | Indre-et-Loire |
| ------------------------------------------------------ | ----------- | -------------- |
| Part des résidences principales (en %)                 | 91,2        | 87,7           |
| Part des logements vacants (en %)                      | 4,3         | 7,9            |
| Part des ménages propriétaires de leur logement (en %) | 75,8        | 59,1           |

Comparativement à la situation générale du parc immobilier en Indre-et-Loire, la proportion, plus faible, des logements vacants et des résidences secondaires du territoire communal, dont les taux atteignent respectivement 4,3 et 4,5 % du parc d'habitations à Rochecorbon contre 7,1 % et 4,7 % au niveau départemental, profite à la part des résidences principales recensées sur le territoire communal, donnée estimée à 91,2 %,. Par ailleurs, 75,8 % des occupants de ces résidences principales en sont propriétaires, taux supérieur à celui du département qui s'élève à 59,1 %,.
D'autre part, 806 résidences principales ont été construites à Rochecorbon depuis 1946, ce qui représente une part d'environ 68,4 % du parc immobilier concernant ce type de logement. Entre 1971 et 1990, 380 logements ont été bâtis et 326 sur la période allant de 1991 à 2011. Enfin, pour l'année 2014, sur l'ensemble des habitations inventoriées au sein du territoire communal, 84,6 % d'entre elles sont des maisons individuelles.

### Risques majeurs
Le territoire de la commune de Rochecorbon est vulnérable à différents aléas naturels : météorologiques (tempête, orage, neige, grand froid, canicule ou sécheresse), inondations, mouvements de terrains et séisme (sismicité très faible). Un site publié par le BRGM permet d'évaluer simplement et rapidement les risques d'un bien localisé soit par son adresse soit par le numéro de sa parcelle.
Certaines parties du territoire communal sont susceptibles d’être affectées par le risque d’inondation par débordement de cours d'eau, notamment la Cisse et la Loire. La commune fait partie du territoire à risques importants d'inondation (TRI) de Tours, un des 21 TRI qui ont été arrêtés fin 2012 sur le bassin Loire-Bretagne et portés à 22 lors de l'actualisation de 2018. Des cartes des surfaces inondables ont été établies pour trois scénarios : fréquent (crue de temps de retour de 10 ans à 30 ans), moyen (temps de retour de 100 ans à 300 ans) et extrême (temps de retour de l'ordre de 1 000 ans, qui met en défaut tout système de protection),. La commune a été reconnue en état de catastrophe naturelle au titre des dommages causés par les inondations et coulées de boue survenues en 1994, 1997, 1999, 2001 et 2008,.

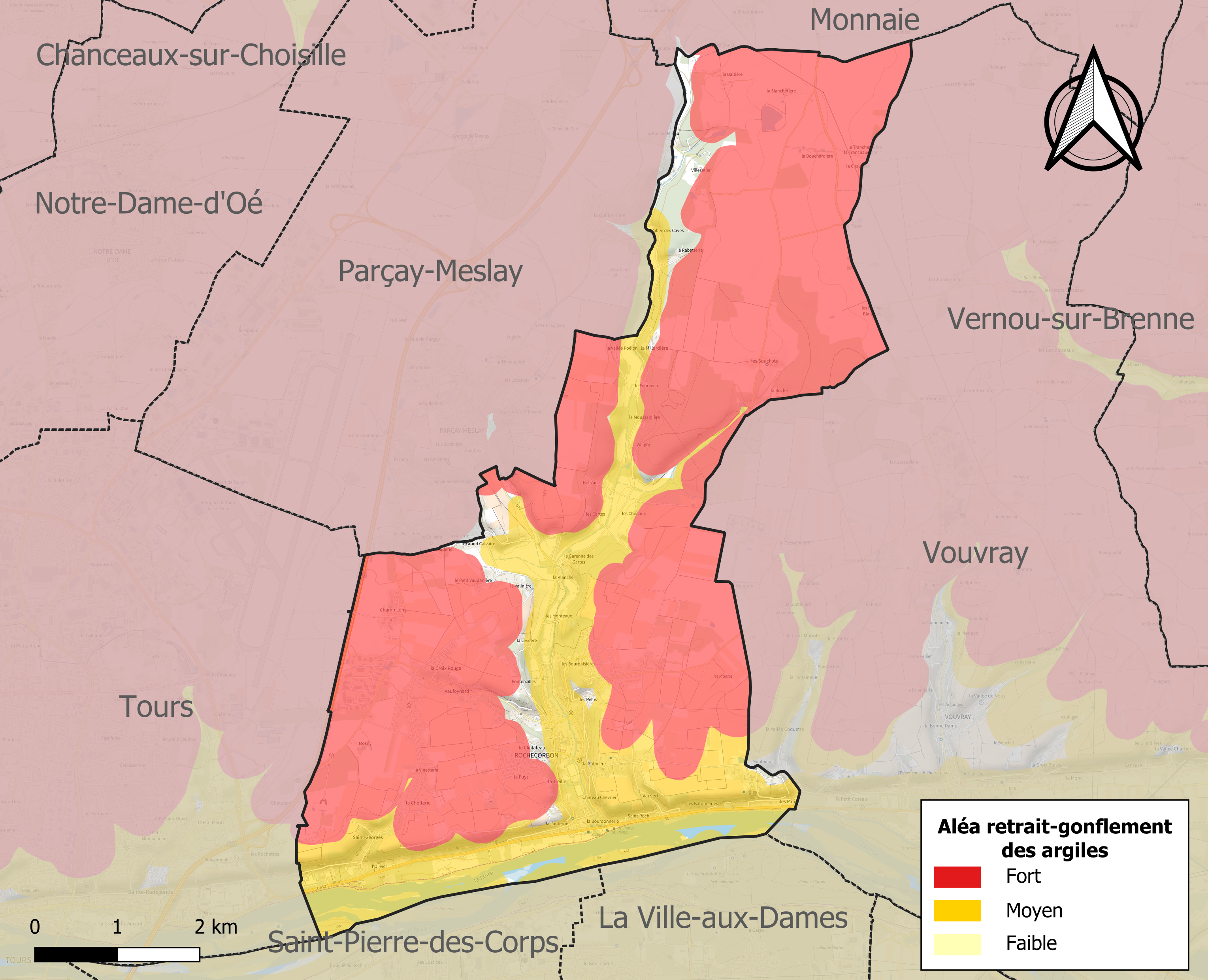
Carte des zones d'aléa retrait-gonflement des sols argileux de Rochecorbon.

La commune est vulnérable au risque de mouvements de terrains constitué principalement du retrait-gonflement des sols argileux. Cet aléa est susceptible d'engendrer des dommages importants aux bâtiments en cas d’alternance de périodes de sécheresse et de pluie. 95,1 % de la superficie communale est en aléa moyen ou fort (90,2 % au niveau départemental et 48,5 % au niveau national). Sur les 1 342 bâtiments dénombrés sur la commune en 2019, 1212 sont en aléa moyen ou fort, soit 90 %, à comparer aux 91 % au niveau départemental et 54 % au niveau national. Une cartographie de l'exposition du territoire national au retrait gonflement des sols argileux est disponible sur le site du BRGM,.
Concernant les mouvements de terrains, la commune a été reconnue en état de catastrophe naturelle au titre des dommages causés par la sécheresse en 1989, 1992, 1994, 1997, 2011 et 2018 et par des mouvements de terrain en 1995, 1999, 2001, 2008, 2010 et 2020.

## Toponymie
| Évolution chronologique des mentions du castrum, de la paroisse, puis de la commune : - Vodanum : IXe siècle ; - Rupes, terra de Rupibus : XIe siècle ; - Castrum de Rupibus, Parochia de Rupibus, Rupes Corbonis : Roche-Hardouin, XIIe siècle et XIIIe siècle ; - Vodanum, majoria et parochia de Vodano : 1225 ; - Parochia de rupibus corbonis : 1313 ; - Notre-Dame de Vosnes, Vosnes-le-Crochet et Roche-Corbon : XVe et XVIe siècles, charte de Marmoutier et cartulaire de l'archevêque de Tours ; - Rochecorbon : an II, 1793 ; - Roche-corbon : 1801, Bulletin des lois. |

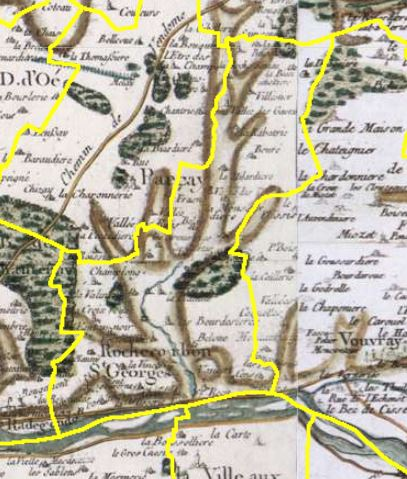
Extrait d'une carte de Cassini.

## Histoire
L'histoire de Rochecorbon est liée à la Loire, qui arrose le village. Au cours du 2e Âge du fer (période laténienne), l'occupation du territoire communal est essentiellement attestée par l'existence d'un oppidum,,. Fondée et érigée au lieu-dit de « Château-Chevrier », cette agglomération protohistorique, qui fait alors partie intégrante de la civitas (ou cité) des Turones, se développe sur une superficie totale de 15 ou 16 ha,,. Il n'y a pas de grottes naturelles à proprement parler : elles ont toutes été fabriquées par la main de l'homme. Aucun habitat préhistorique n'a été découvert sur le territoire de la commune ; mais la découverte de silex taillés et d'éclats de taille laissés depuis l'Aurignacien atteste de cette présence.
Rochecorbon, tout comme Tours, connaît l'occupation romaine, on dénommait alors le village « Vodanum ». Le nom du village a évolué au cours des siècles : la tradition rapporte qu'il s'appelait d'abord les Roches, et que son nom actuel vient de Corbon Ier des Roches (fl. en 999, † après 1007), riche seigneur,, et chevalier qui fit construire un château dominant la Loire vers l'an mille, et qui serait le neveu de l'archevêque Archambaud de Sully. Rochecorbon reste ensuite dans la même famille en lignée féminine jusque vers 1590 ou même 1611/1619 (dont les Vierzon, Brabant d'Aerschot, Thouars, Amboise, Maillé, Montmorency-Laval-Loué, du Bellay d'Yvetot) ; enfin, Rochecorbon est acquise en 1619 par les d'Albert de Luynes.
L'histoire de Rochecorbon est également liée à Saint-Martin de Tours et à Marmoutier, restaurée par Hugues des Roches, donc à l'Église toute-puissante qui détenait nombre de terres et domaines dans le val de Loire. Baronnie de Touraine, Rochecorbon est longtemps liée à l'histoire de la région ligérienne, entre Tours et Blois, villes essentielles au cours du Moyen Âge et de la Renaissance.
Après la Révolution française, Rochecorbon s'organise autour d'une nouvelle administration, les citoyens élisant les membres du conseil général des communes.
En 1808, Rochecorbon annexe la commune de Saint-Georges. En 2000, la commune intègre la communauté de communes du Vouvrillon et en 2014, elle intègre la communauté d'agglomération Tours Plus.

## Politique et administration

### Géographie administrative
Rochecorbon appartient au canton de Vouvray et à l'arrondissement de Tours. Elle fait partie de la communauté d'agglomération Tours Métropole Val de Loire (anciennement dénommée Tour(s)plus) depuis le 1er janvier 2014. Elle était jusque-là adhérente de la communauté de communes du Vouvrillon (depuis le 16 décembre 2000).

### Tendances politiques et résultats
| Scrutin             | Scrutin             | 1er tour | 1er tour | 1er tour | 1er tour | 1er tour  | 1er tour | 1er tour | 1er tour | 1er tour | 1er tour | 1er tour | 1er tour | 2d tour | 2d tour | 2d tour | 2d tour | 2d tour | 2d tour |
| Scrutin             | Scrutin             | 1er      | 1er      | %        | 2e       | 2e        | %        | 3e       | 3e       | %        | 4e       | 4e       | %        | 1er     | 1er     | %       | 2e      | 2e      | %       |
| ------------------- | ------------------- | -------- | -------- | -------- | -------- | --------- | -------- | -------- | -------- | -------- | -------- | -------- | -------- | ------- | ------- | ------- | ------- | ------- | ------- |
| Présidentielle 2017 | Présidentielle 2017 |          | LR       | 28,70    |          | EM        | 27,58    |          | LFI      | 17,15    |          | FN       | 12,19    |         | EM      | 79,05   |         | FN      | 20,95   |
| Présidentielle 2022 | Présidentielle 2022 |          | LREM     | 36,79    |          | LFI       | 19,48    |          | RN       | 14,90    |          | REC      | 7,08     |         | LREM    | 73,28   |         | RN      | 26,72   |
| Législatives 2022   | 2e                  |          | RE-Ens   | 40,38    |          | LFI-Nupes | 28,55    |          | RN       | 10,15    |          | LR       | 8,82     |         | RE      | 60,00   |         | LFI     | 40,00   |
| Législatives 2024   | 2e                  |          | RE-Ens   | 41,74    |          | LFI-NFP   | 25,00    |          | RN       | 24,79    |          | LR       | 6,30     |         | RE      | 70,84   |         | RN      | 29,16   |

### Liste des maires
Le botaniste François Joseph Derouet est souvent identifié dans ses biographies comme un ancien maire de Rochecorbon mais il semble qu'il ne l'a jamais été,.

### Politique environnementale
Dans son palmarès 2016, le Conseil National des Villes et Villages Fleuris de France a attribué deux fleurs à la commune au Concours des villes et villages fleuris.

### Finances locales
Le tableau suivant présente l'évolution de la capacité d'autofinancement (CAF), un des indicateurs des finances locales de Rochecorbon, sur une période de onze ans :
|                      | 2005 | 2006 | 2007 | 2008 | 2009 | 2010 | 2011 | 2012 | 2013 | 2014 | 2015 |
| -------------------- | ---- | ---- | ---- | ---- | ---- | ---- | ---- | ---- | ---- | ---- | ---- |
| Rochecorbon          | 185  | 258  | 239  | 185  | 214  | 250  | 237  | 232  | 216  | 245  | 230  |
| Moyenne de la strate | 158  | 165  | 161  | 158  | 166  | 172  | 189  | 187  | 173  | 166  | 167  |

| ■ CAF de Rochecorbon ■ CAF moyenne de la strate Ordonnées du graphique : valeurs de la CAF exprimées en €/habitant. |

Sur la période allant de 2005 à 2015, la capacité d'autofinancement de Rochecorbon se révèle régulièrement supérieure à la valeur moyenne de la strate. Le « résultat comptable », relativement fluctuant, est également toujours supérieur à celui de la strate. Par ailleurs, le fonds de roulement, qui observe, sur la période considérée, une valeur toujours positive, est régulièrement inférieur à la moyenne de la strate à l'exception des exercices fiscaux de 2010 et 2014,.

## Population et société

### Démographie

#### Évolution démographique
L'évolution du nombre d'habitants est connue à travers les recensements de la population effectués dans la commune depuis 1793. Pour les communes de moins de 10 000 habitants, une enquête de recensement portant sur toute la population est réalisée tous les cinq ans, les populations de référence des années intermédiaires étant quant à elles estimées par interpolation ou extrapolation. Pour la commune, le premier recensement exhaustif entrant dans le cadre du nouveau dispositif a été réalisé en 2008.

En 2022, la commune comptait 3 220 habitants, en évolution de +1,83 % par rapport à 2016 (Indre-et-Loire : +1,67 %, France hors Mayotte : +2,11 %).
| 1793  | 1800  | 1806  | 1821  | 1831  | 1836  | 1841  | 1846  | 1851  |
| ----- | ----- | ----- | ----- | ----- | ----- | ----- | ----- | ----- |
| 1 378 | 1 382 | 1 385 | 1 593 | 1 742 | 1 746 | 1 722 | 1 755 | 1 676 |

| 1856  | 1861  | 1866  | 1872  | 1876  | 1881  | 1886  | 1891  | 1896  |
| ----- | ----- | ----- | ----- | ----- | ----- | ----- | ----- | ----- |
| 1 579 | 1 592 | 1 545 | 1 521 | 1 539 | 1 554 | 1 601 | 1 564 | 1 544 |

| 1901  | 1906  | 1911  | 1921  | 1926  | 1931  | 1936  | 1946  | 1954  |
| ----- | ----- | ----- | ----- | ----- | ----- | ----- | ----- | ----- |
| 1 612 | 1 572 | 1 524 | 1 543 | 1 678 | 1 824 | 1 821 | 1 868 | 2 094 |

| 1962  | 1968  | 1975  | 1982  | 1990  | 1999  | 2006  | 2008  | 2013  |
| ----- | ----- | ----- | ----- | ----- | ----- | ----- | ----- | ----- |
| 2 089 | 2 216 | 2 349 | 2 711 | 2 685 | 2 982 | 3 213 | 3 275 | 3 193 |

| 2018  | 2022  | - | - | - | - | - | - | - |
| ----- | ----- | - | - | - | - | - | - | - |
| 3 129 | 3 220 | - | - | - | - | - | - | - |

|                                           | 1968 - 1975 | 1975 - 1982 | 1982 - 1990 | 1990 - 1999 | 1999 - 2009 | 2009 - 2014 |
| ----------------------------------------- | ----------- | ----------- | ----------- | ----------- | ----------- | ----------- |
| Taux de variation annuel de la population | + 0,8 %     | + 2,1 %     | - 0,1 %     | + 1,2 %     | + 1,0 %     | - 0,6 %     |
| Solde naturel                             | + 0,3 %     | - 0,3 %     | - 0,5 %     | - 0,1 %     | (+/-) 0,0 % | + 0,1 %     |
| Solde migratoire                          | + 0,5 %     | + 2,3 %     | + 0,3 %     | + 1,3 %     | + 0,9 %     | - 0,7 %     |

#### Pyramide des âges
En 2018, le taux de personnes d'un âge inférieur à 30 ans s'élève à 30,5 %, soit en dessous de la moyenne départementale (34,9 %). À l'inverse, le taux de personnes d'âge supérieur à 60 ans est de 29,8 % la même année, alors qu'il est de 27,8 % au niveau départemental.
En 2018, la commune comptait 1 538 hommes pour 1 591 femmes, soit un taux de 50,85 % de femmes, légèrement inférieur au taux départemental (51,91 %).
Les pyramides des âges de la commune et du département s'établissent comme suit.
| Hommes | Classe d’âge | Femmes |
| ------ | ------------ | ------ |
| 0,7    | 90 ou +      | 3,3    |
| 9,6    | 75-89 ans    | 9,7    |
| 17,2   | 60-74 ans    | 19,2   |
| 23,2   | 45-59 ans    | 23,6   |
| 15,7   | 30-44 ans    | 16,7   |
| 15,0   | 15-29 ans    | 12,1   |
| 18,5   | 0-14 ans     | 15,4   |

| Hommes | Classe d’âge | Femmes |
| ------ | ------------ | ------ |
| 0,9    | 90 ou +      | 2,2    |
| 7,9    | 75-89 ans    | 10,2   |
| 17,3   | 60-74 ans    | 18,1   |
| 19,8   | 45-59 ans    | 19,1   |
| 17,9   | 30-44 ans    | 17,2   |
| 18,5   | 15-29 ans    | 17,5   |
| 17,6   | 0-14 ans     | 15,6   |

### Enseignement
Rochecorbon se situe dans l'Académie d'Orléans-Tours (Zone B) et dans la circonscription de Saint-Pierre-des-Corps.
L'école maternelle Maupas Philippe et l'école élémentaire Maupas Philippe accueillent les élèves de la commune.

## Économie

### Travail
Les deux tableaux qui suivent ont pour objectif de donner les chiffres-clés de l'emploi à Rochecorbon et leur évolution de 2009 à 2014, :
|                               | Rochecorbon 2009 | Rochecorbon 2014 | Évolution |
| ----------------------------- | ---------------- | ---------------- | --------- |
| Population de 15 à 64 ans     | 1 033            | 1 029            | - 3,87 %  |
| Actifs (en %)                 | 72,6             | 74,0             | + 1,92 %  |
| dont :                        |                  |                  |           |
| Actifs ayant un emploi (en %) | 68,4             | 67,9             | - 0,73 %  |
| Chômeurs (en %)               | 4,2              | 6,1              | + 45,2 %  |

|                                      | Rochecorbon 2009 | Rochecorbon 2014 | Évolution |
| ------------------------------------ | ---------------- | ---------------- | --------- |
| Nombre d'emplois dans la zone        | 1 131            | 1 081            | - 4,42 %  |
| Indicateur de concentration d'emploi | 80,6             | 80,5             | - 0,12 %  |

### Tissu économique
Le tableau ci-dessous recense le nombre d'entreprises implantées en 2015 à Rochecorbon selon leur secteur d'activité et le nombre de leurs salariés :
|                                                              | Total | %    | 0 salarié | 1 à 9 salariés | 10 à 19 salariés | 20 à 49 salariés | 50 salariés ou plus |
| ------------------------------------------------------------ | ----- | ---- | --------- | -------------- | ---------------- | ---------------- | ------------------- |
| Ensemble                                                     | 345   | 100  | 231       | 91             | 12               | 10               | 1                   |
| Agriculture, sylviculture et pêche                           | 21    | 6,1  | 11        | 10             | 0                | 0                | 0                   |
| Industrie                                                    | 16    | 4,6  | 6         | 8              | 1                | 1                | 0                   |
| Construction                                                 | 46    | 13,3 | 21        | 17             | 4                | 4                | 0                   |
| Commerce, transports, services divers                        | 236   | 68,4 | 173       | 53             | 6                | 3                | 1                   |
| dont commerce et réparation automobile                       | 58    | 16,8 | 38        | 17             | 2                | 0                | 1                   |
| Administration publique, enseignement, santé, action sociale | 26    | 7,5  | 20        | 3              | 1                | 2                | 0                   |
| Champ : ensemble des activités.                              |       |      |           |                |                  |                  |                     |

#### Agriculture
Le tableau qui suit présente les principales données concernant les exploitations agricoles de Rochecorbon, relevées sur une période de 22 ans :
|                                            | 1988 | 2000 | 2010 |
| ------------------------------------------ | ---- | ---- | ---- |
| Nombre d’exploitations                     | 38   | 26   | 22   |
| Équivalent Unité de travail annuel         | 63   | 46   | 47   |
| Surface agricole utile (SAU) (ha)          | 751  | 595  | 660  |
| Cheptel (nombre de têtes)                  | 175  | 131  | 113  |
| Terres labourables (ha)                    | 552  | 369  | 407  |
| Cultures permanentes (ha)                  | 154  | 168  | 215  |
| Surface toujours en herbe (ha)             | 40   | 55   | 38   |
| Superficie moyenne d’une exploitation (ha) | 19,8 | 22,9 | 30   |

Les données observées au cours d'une période comprise entre 1988 et 2010 montrent que le nombre d'exploitations agricoles sont en forte diminution alors que leurs tailles moyennes se révèlent, quant à elles, en nette augmentation. À l'instar du nombre d'exploitations agricoles recensées au sein du territoire communal, le nombre de têtes d'animaux en élevage est également marqué par une forte baisse, le taux de cheptel diminuant de près de 54,9 % sur la période considérée. En outre, les études effectuées par le Ministère de l'Agriculture, de l'Agroalimentaire et de la Forêt en 2000 et 2010, ont permis d'établir que la production dominante du secteur agricole communal s'oriente vers une politique économique centrée sur l'activité viticole, dont la production de vins d'appellation.

## Lieux et monuments
- Église Notre-Dame de Rochecorbon. XIIe s. L'église est classée parmi les Monuments Historiques : arrêté du 20 janvier 1923.
- Église Saint-Georges [ancienne commune de Saint-Georges-sur-Loire]. Fin Xe ou début XIe s. XIIe s. La charpente a été datée de 1028, en étant probablement la plus ancienne de France[73]. L'église est inscrite sur l’inventaire supplémentaire des Monuments Historiques : arrêté du 29 novembre 1948. Le mur Nord de la nef et le berceau du chœur ornés de scènes peintes sont classés parmi les Monuments Historiques : arrêté du 9 août 1996. La verrière no 0, fragment de l’histoire de Melchisédech, XIIIe s., est classée parmi les Monuments Historiques : arrêté du 1971.
- Le domaine de Montguerre est un espace d'habitations chargé d'histoire : Il est situé sur le coteau de Montguerre, tout proche de la lanterne de Rochecorbon où vécut Jules-Antoine Taschereau (qui y accueillit régulièrement Daniel Halévy). Plus tard, Marcellin Berthelot et Ernest Renan y ont résidé.
- La lanterne de Rochecorbon est une tour, vestige d'un château féodal construit sur le rebord du coteau dominant la Loire. Elle est classée monument historique par la liste de 1840[74].
- Château de l'Olivier. La grille d’entrée en fer forgé du château de l’Olivier, provenant du château de Chanteloup, commune d'Amboise, est classée parmi les Monuments Historiques : arrêté du 20 septembre 1946.
- Manoir des Basses-Rivières. Les façades, côtés et toitures du manoir des Basses-Rivières sont inscrits sur l’inventaire supplémentaire des Monuments Historiques : arrêté du 6 mai 1965.
- Château de Vaufoinard. Les façades, côtés et toitures du pavillon XVIe s. du château de Vaufoinard sont inscrits sur l’inventaire supplémentaire des Monuments Historiques : arrêté du 11 avril 1946.
- Moulin de Touvoie. Les façades, côtés et toitures des bâtiments d’habitation du Moulin de Touvoie, la fontaine de Jouvence dans le jardin sont inscrits sur l’inventaire supplémentaire des Monuments Historiques : arrêté du 27 mai 1952.
En août 1945, Jean Cocteau y tourne quelques scènes de son film : La belle et la bête avec Jean Marais et Josette Day, d’après l’œuvre de Madame de Beaumont. Le moulin étant censé représenter la demeure de « la Belle ».
- Rochecorbon est une des communes représentatives de l'AOC (Appellation d'Origine Contrôlée) Vouvray. Ce vin blanc de Loire, issu du cépage Chenin, est décliné en plusieurs variétés : sec, demi-sec, moelleux et liquoreux, sans oublier les effervescents.
- Château de la Razaie
- Chapelle troglodyte de Rochecorbon

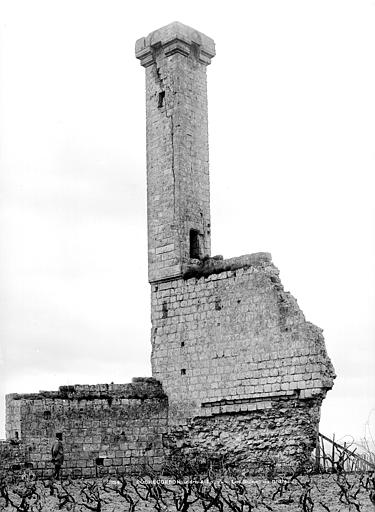
La « lanterne » de Rochecorbon.
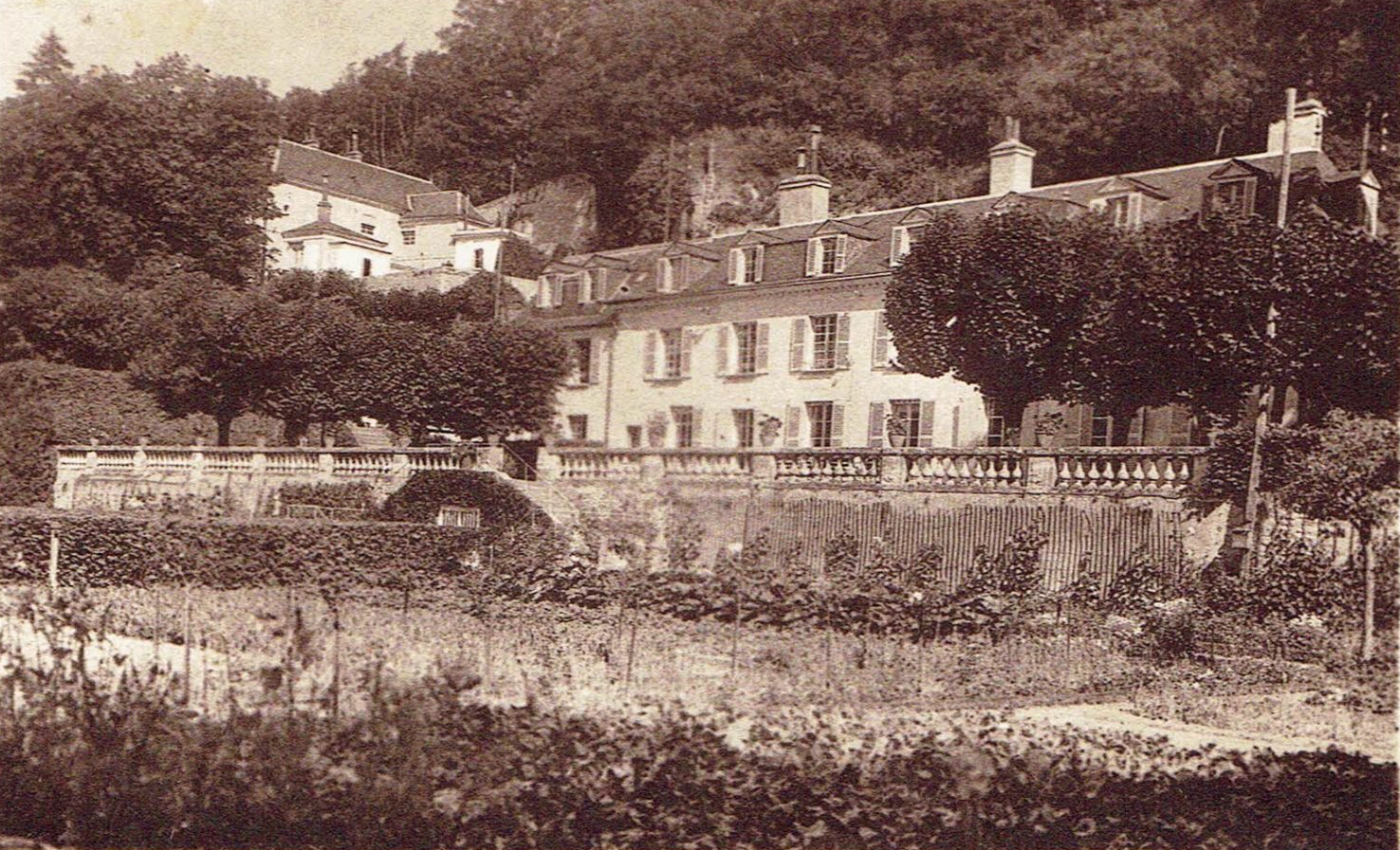
Le château de la Razaie.
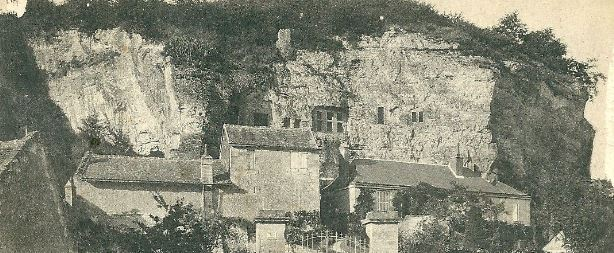
La maison troglodyte dite maison du Rocher au lieu-dit de Vauvert.
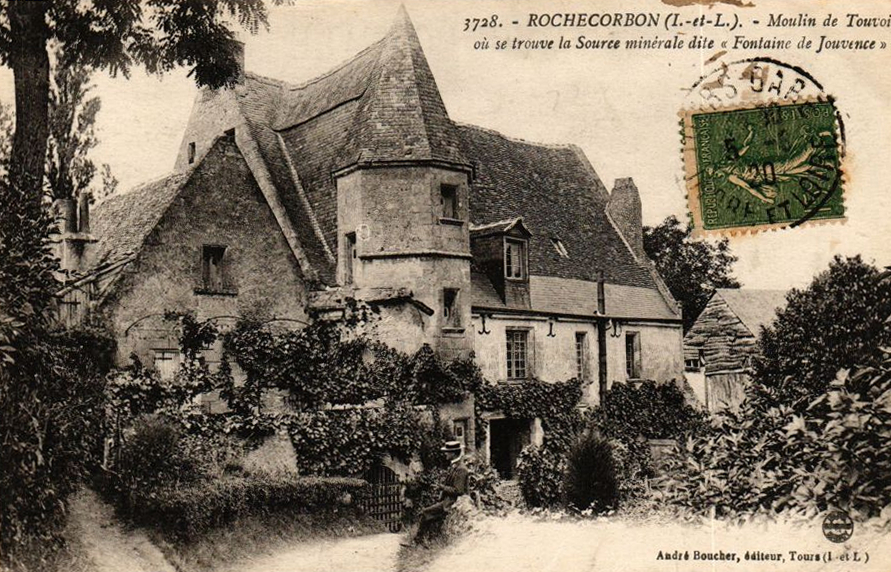
Le moulin de Touvoie.

## Personnalités liées à la commune
- Henri-Antoine Bon de Lignim (14 février 1777 - Rochecorbon ✝ 23 janvier 1856), général d'artillerie du XIXe siècle
- Dans son Journal d'un film, Jean Cocteau mentionne que le tournage de son chef-d'œuvre, La Belle et la Bête, a démarré à Rochecorbon le dimanche 26 août 1945. Le film a été tourné au moulin de Touvoie, des XVe et XVIe siècles, le long d'un petit affluent de la Loire, la Bédoire. Dans cette propriété se situe une fontaine appelée « fontaine de Jouvence ».
- Marie Laurentin dite Menie Grégoire. Journaliste. De 1967 à 1981, elle anime sur RTL une émission de radio en donnant la parole au public. À compter de 1996, elle est membre de l'Académie des Sciences, Arts et Belles Lettres de Touraine.

## Héraldique
| Blason de Rochecorbon | Blason  | De gueules au chevron d'azur* accompagné en chef de deux feuilles de vigne de sinople* et d'un lion d'or en pointe                    |
| Blason de Rochecorbon | Détails | * Il y a là non-respect de la règle de contrariété des couleurs : ces armes sont fautives (azur et sinople sur gueules). Depuis 1984. |